# Шешонк VI
Шешонк VI — фараон XXIII династії у 804—798 роках до н. е.

## Життєпис
Ймовірно був сином Петубастіса I або доводився його якимось родичем. Близько 804 року до н. е., після смерті Петубастіса I, став володарем Верхнього Єгипту. Ім'я Шешонка VI вказано в «Листах до фараона», а також вписано до низки так званих «Поховальних конусів» Гора IX.
Також 4-й (800 рік до н. е.) і 6-й роки (798 рік до н. е.) царювання Шешонка VI засвідчені, відповідно, в висіченим на даху храму Монту в Карнаці написах, зробленої Джедіохом, і в «Текстах ніломеру» в рядку № 25.
Вважається, що цей фараон був основним конкурентом наслідного принца Осоркона В в боротьбі за владу, яка триває в Фівах після смерті Петубаста I. Він був переможений останнім і скинутий із престолу на 39-му році правління фараона Шешонка III. У цей рік принц Осоркон В прямо вказав в одній з написів «Текстів ніломеру» (рядок № 7), що він і його брат, Бакенптах з Гераклеополя, підкорили Фіви і скинули всіх, хто воював проти них. Після цього ім'я Шешонка VI назавжди зникає з будь-яких джерел.